# Кабасуш (Моимента-да-Бейра)
Кабасуш (порт. Cabaços) — район (фрегезия) в Португалии, входит в округ Визеу. Является составной частью муниципалитета Моимента-да-Бейра. Находится в составе крупной городской агломерации Большое Визеу. По старому административному делению входил в провинцию Бейра-Алта. Входит в экономико-статистический субрегион Доуру, который входит в Северный регион. Население составляет 395 человек на 2001 год. Занимает площадь 11,83 км².